# Kreuzigungsbildstock (Sommerach, 1588)

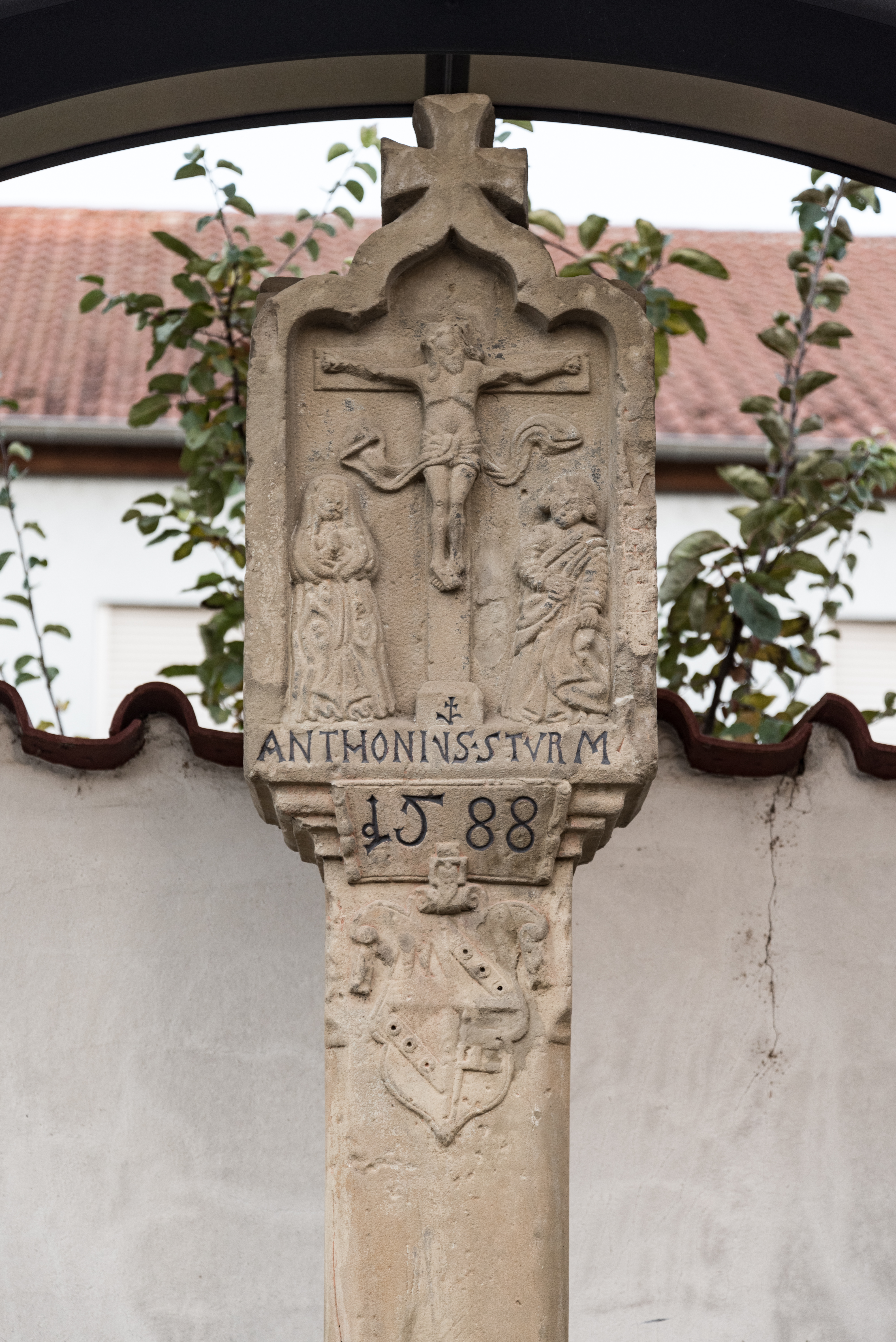
Der Bildstock am neuen Standort an der Hauptstraße

Der Kreuzigungsbildstock von 1588 ist eine Marter in der unterfränkischen Gemeinde Sommerach. Sie wurde im Zuge der Gegenreformation als sogenannter Monolithbildstock errichtet.

## Geschichte
Die sogenannten monolithischen Bildstöcke prägten in der Zeit der Gegenreformation die Region um Schweinfurt. Die Würzburger Fürstbischöfe förderten die Aufstellung dieser Glaubensdenkmäler überall im Bistum. Grund hierfür war unter anderem die Ausbreitung der lutherischen Lehre und die Abkehr der Freien Reichsstadt Schweinfurt vom alten Glauben. Der Bildstock ist vom Bayerischen Landesamt für Denkmalpflege als Baudenkmal eingeordnet.
Der Sommeracher Bildstock wurde von einem Steinmetz geschaffen, der zwischen 1584 und 1609 mehrere dieser Martern zwischen Volkach und Schweinfurt schuf. Es handelte sich um den Meister Hansjörg W., was aus einem Steinmetzzeichen auf dem Stock zurückzuführen ist. Der Bildstock entstand im Jahr 1588, zur Zeit des Würzburger Fürstbischofs Julius Echter von Mespelbrunn. Stifter war der Sommeracher Antonius Sturm, der den Bildstock dem Münsterschwarzacher Abt Johannes IV. Burckhardt widmete.
Der Bildstock befand sich bis zum Jahr 2015 in der Volkacher Straße am Rande des Sommeracher Altortes. Im Zuge der Dorferneuerung wurde der Stock versetzt und steht heute an der Nordheimer Straße im historischen Dorfkern.

## Beschreibung

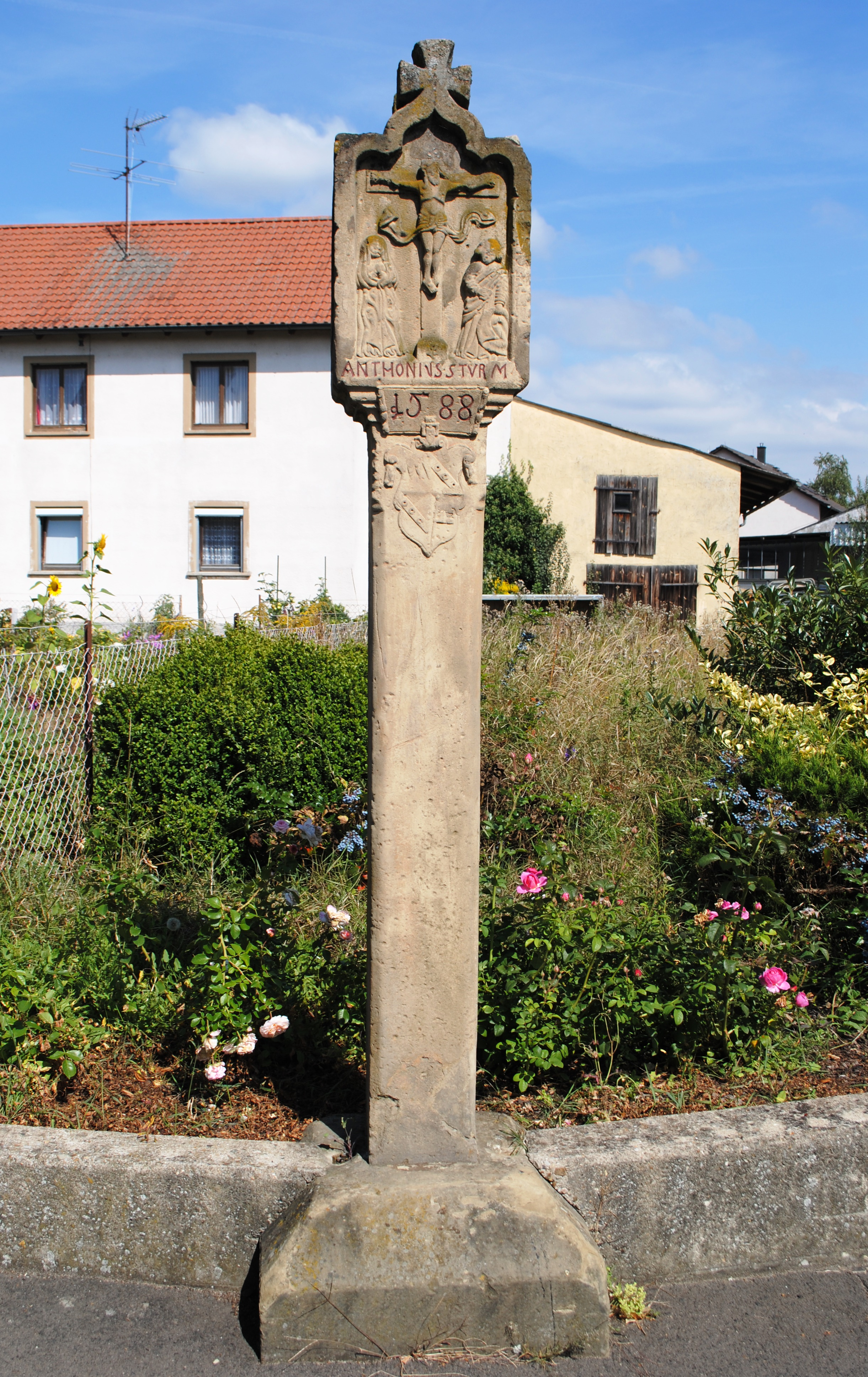
Der Bildstock stand bis 2015 an der Volkacher Straße

Die monolithischen Bildstöcke weisen allesamt ein ähnliches Erscheinungsbild auf. Die rechteckigen, massiven Säulen gehen in einen blockhaften Kopfteil über. Alle wurden aus einem einzigen Stein geschaffen. Der Sockel hat eine quadratische Basis, die im oberen Bereich häufig stark abgeschrägt ist. Zumeist sind die Stöcke mit Wappendarstellungen verziert. In der Mehrzahl überwiegen die Darstellungen von Kreuzigungsszenen im Aufsatz.
Auch auf dem Sommeracher Bildstock ist die Kreuzigung dargestellt. Unten befindet sich der Stiftername „ANTHONIVS STVRM“. Am Schaft des Stockes erkennt man das Wappen des Fürstbischofs. Hinten ist die Taufe Jesu im Jordan eingemeißelt, das Wappen des Klosters Münsterschwarzach weist auf die Dorfherren hin. Die Inschrift „…M…ANIA/JOHAN/ES TAVFET/ SOLI DEO GLORIA“ ist erkennbar. Die Seiten sind mit Darstellungen der Heiligen Petrus (links) und Andreas (rechts), sowie dem Wappen des Johannes Burckhardt verziert.